# 1988年夏季残疾人奥林匹克运动会南斯拉夫代表团
1988年夏季残疾人奥林匹克运动会南斯拉夫代表团是南斯拉夫派出的1988年夏季残疾人奥林匹克运动会代表团。获得4枚金牌、4枚银牌和11枚铜牌。